# Микроциркуляция
Микроциркуля́ция ( μικρός — «малый» + лат. circulatio — «круговращение») — транспорт биологических жидкостей на тканевом уровне. 
Основная функция микроциркуляции состоит в транспорте клеток крови и веществ к тканям и от тканей. Кроме того, микроциркуляция участвует в процессах терморегуляции, формировании цвета и консистенции мочи.